# حمله به موزه ملی باردو
در تاریخ ۱۸ مارس ۲۰۱۵، دو مرد مسلح ناشناس با حمله به موزهٔ ملی باردو در پایتخت کشور تونس، اقدام به گروگان‌گیری کردند. دو مهاجم مسلح به ضرب گلولهٔ پلیس از پای درآمدند و پلیس این حمله را یک اقدام تروریستی اعلام کرد.
مجموع تلفات این حمله به ۲۳ تن رسید (۱۸ گردشگر خارجی، ۵ تونسی از جمله دو مهاجم) به علاوهٔ یک سگ پلیس نیز در نتیجه این حمله کشته شد و ۵۰ تن دیگر نیز مجروح گردیدند. این واقعه مرگبارترین حادثهٔ تروریستی تونس بشمار می‌آید که آمار تلفات آن فراتر از بمبگذاری کنیسهٔ قریبا در سال ۲۰۰۲ است، که در نتیجه آن ۲۱ گردشگر اروپایی کشته و ۳۰ تن دیگر نیز مجروح شدند.